# Піа Крамлінг
Піа Крамлінг (швед. Pia Cramling; 23 квітня, 1963, Стокгольм) — шведська шахістка, гросмейстер (1992). Дворазова чемпіонка Європи (2003 та 2010). 

Лауреат призу «Оскар» (1983).
Її рейтинг станом на березень 2020 року — 2475 (20-те місце у світі, 1-ше — серед шахісток Швеції).

## Досягнення
Чемпіонка Швеції серед дівчат та юнаків (1976). Учасниця юнацького чемпіонату Європи (1982/1983) — 6 — 11-е місця. Від початку 1980-х років найсильніша шахістка Швеції; в чоловічому чемпіонаті країни (1987) — 2 — 3-є місця. Успішно виступає в чоловічих міжнародних змаганнях: Копенгаген (1983) — 3 — 4-е; Геусдал (1983) — 4 — 8-е; Стокгольм (1983/1984) — 3 — 6-е; Рейк'явік (1984) — 5 — 6-е; Біль (1984) — 6 — 8-е місця. У складі жіночої команди Швеції (1-а шахівниця), показала найкращі результати на Олімпіадах 1982 і 1984. З 1985 бере участь у змаганнях на першість світу: міжзональний турнір (Гавана, 1985) — 3 — 5-е місця; додатковий матч-турні (Стокгольм, 1985) — 1-е; турнір претенденток (Мальме, 1986) — 4 — 5-е місця. Найкращі результати в інших жіночих міжнародних змаганнях: Тбілісі (1984) — 6-е; Барселона (1984) і Смедеревска-Паланка (1985) — 1-е місця.
Виграла індивідуальний чемпіонат Європи з шахів серед жінок у 2003 і 2010 роках.

### 2015—2018
У жовтні 2015 року з результатом 6 очок з 11 можливих (+3-2=6) розділила 4-5 місця на першому етапі серії гран-прі ФІДЕ, що проходив у Монте-Карло (Монако).
У січні 2016 року посіла 34 місце (2 — серед жінок) на опен-турнірі зі швидких шахів «25-й Меморіал Пауля Кереса», що проходив у Талліні. Її результат — 7 очок з 11 можливих (+6-3=2).
На початку лютого 2018 року Піа Крамлінг з результатом 6½ очок з 10 можливих (+3=7-0) стала найкращою серед жінок на міжнародному овпен-турнірі «Gibraltar Chess Festival 2018», що проходив у Гібралтарі. В підсумковій таблиці турніру вона розділила 26-49 місця (30 місце за додатковим показником).

### 2019—2020
У вересні 2019 року набравши 2½ очки з 11 можливих (+1-7=3) Крамлінг посіла останнє 12 місце на 1-му етапі гран-прі ФІДЕ серед жінок 2019/2020, що проходив у Сколково.
У грудні 2019 року з результатом 5½ очок з 11 можливих (+2-2=7) розділили 6-8 місця на 2-му етапі гран-прі ФІДЕ серед жінок 2019/2020, що проходив у Монако.
У січні 2020 року Піа Крамлінг посіла 3-тє у заліку серед жінок на турнірі «Gibraltar Chess Festival 2020». Її результат 6 очок з 10 можливих (+3-1=6).
У березні 2020 року з результатом 4½ з 11 очок (+0-2=9) шведська шахістка разом з Цзюй Веньцзюнь розділила 9—10 місця на 3-му етапі гран-прі ФІДЕ серед жінок 2019/2020, що проходив у Лозанні.

## Особисте життя
Крамлінг перебуває у шлюбі з іспанським гросмейстером Хуаном Лопесом і жила в Іспанії декілька років. Дочка — жіночий майстер FIDE та шахова стримерка Анна Крамлінг-Беллон.

## Зміни рейтингу
| На цьому місці має відображатися графік чи діаграма, однак з технічних причин його відображення наразі вимкнено. Будь ласка, не видаляйте код, який викликає це повідомлення. Розробники вже працюють для того, щоби відновити штатне функціонування цього графіка або діаграми. | |
| | На цьому місці має відображатися графік чи діаграма, однак з технічних причин його відображення наразі вимкнено. Будь ласка, не видаляйте код, який викликає це повідомлення. Розробники вже працюють для того, щоби відновити штатне функціонування цього графіка або діаграми. |